# Retrato de Joseph Ingres, padre del artista
El Retrato de Joseph Ingres, padre del artista es un cuadro pintado en 1804 por Jean-Auguste-Dominique Ingres, que representa a su padre, Jean Marie Joseph Ingres, también pintor. El cuadro fue pintado durante una visita que Joseph Ingres hizo a su hijo que residía entonces en París. La pintura destaca por seguir el estilo de los retratos del siglo XVIII. Una reproducción en grabado de Réveil, que aparece en el libro Œuvres de J. A. Ingres gravées au trait sur acier (1851), muestra el retrato con un encuadre más amplio hasta la altura de las rodillas, el modelo está sentado y acodado en una silla, lo que, según Camesasca, sugiere que habría podido ser recortado posteriormente para mostrar un enfoque más cercano, solo hasta los hombros; pero para Ternois se trataría más bien de la reproducción de un estudio dibujado previo. El cuadro pertenece a las colecciones del museo Ingres de Montauban (inventario MI.867.67).

## Procedencia

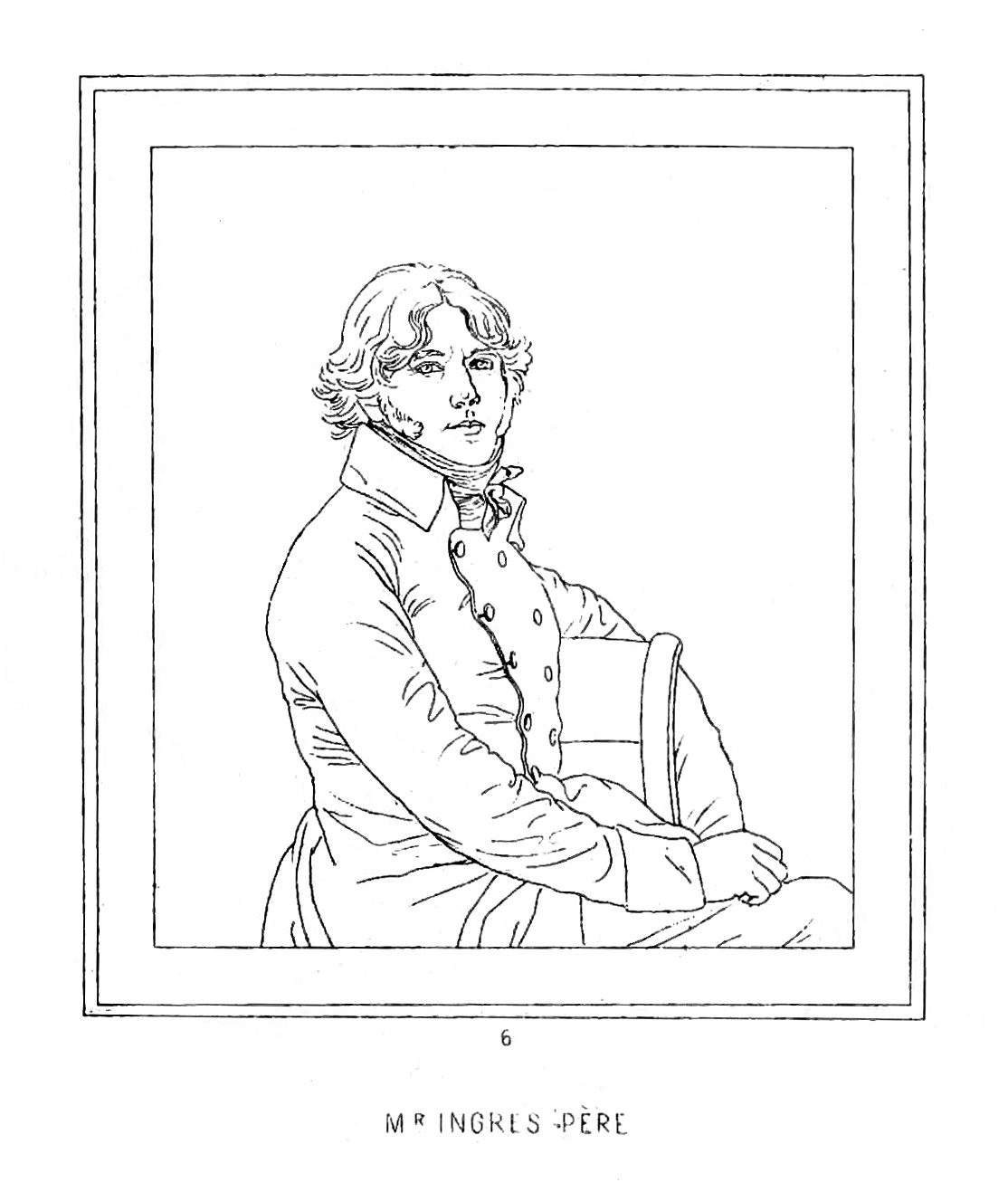
Étienne Achille Réveil, gravure au trait según el retrato de Ingres, mostrando el modelo con un encuadre más amplio.

La obra fue propiedad del artista, que lo legó en 1867 a la ciudad de Montauban.